# Królowie Jugosławii

## Królestwo Serbów, Chorwatów i Słoweńców

### Dynastia Karadziordziewiciów
| # | Imię                          |          | Lata życia              | Lata życia                   | Czas rządów      | Czas rządów         | Rodzice                                     |
| # | Imię                          | urodzony | zmarł                   | od                           | do               |                     | Rodzice                                     |
| - | ----------------------------- | -------- | ----------------------- | ---------------------------- | ---------------- | ------------------- | ------------------------------------------- |
| 1 | Piotr I Karadziordziewić      |          | 11 lipca 1844 Belgrad   | 16 sierpnia 1921 Belgrad     | 1 grudnia 1918   | 16 sierpnia 1921    | Aleksander Karadziordziewić Persida         |
| 2 | Aleksander I Karadziordziewić |          | 16 grudnia 1888 Cetynia | 9 października 1934 Marsylia | 16 sierpnia 1921 | 3 października 1929 | Piotr I Karadziordziewić Zorka Czarnogórska |

## Królestwo Jugosławii

### Dynastia Karadziordziewiciów
- regent

| #   | Imię                          |          | Lata życia                        | Lata życia                   | Czas rządów         | Czas rządów         | Rodzice                                            |
| #   | Imię                          | urodzony | zmarł                             | od                           | do                  |                     | Rodzice                                            |
| --- | ----------------------------- | -------- | --------------------------------- | ---------------------------- | ------------------- | ------------------- | -------------------------------------------------- |
| (2) | Aleksander I Karadziordziewić |          | 16 grudnia 1888 Cetynia           | 9 października 1934 Marsylia | 3 października 1929 | 9 października 1934 | Piotr I Karadziordziewić Zorka Czarnogórska        |
| −   | Paweł Karadziordziewić        |          | 27 kwietnia 1893 Sankt Petersburg | 14 września 1976 Paryż       | 9 października 1934 | 27 marca 1941       | Arsen Karadziordziewić Aurora Demidow z San Donato |
| 3   | Piotr II Karadziordziewić     |          | 6 września 1923 Belgrad           | 3 listopada 1970 Denver      | 9 października 1934 | 29 listopada 1945   | Aleksander I Karadziordziewić Maria Rumuńska       |